# Drypetes minahassae
Drypetes minahassae là một loài thực vật có hoa trong họ Putranjivaceae. Loài này được (Boerl. & Koord.) Pax & K.Hoffm. mô tả khoa học đầu tiên năm 1924.